# Enya (álbum)
Enya é o primeiro álbum de estúdio da cantora, compositora e musicista irlandesa Enya, lançado em março de 1987 pela BBC Records no Reino Unido, e pela Atlantic Records nos Estados Unidos. Em 1992, o álbum foi renomeado como The Celts para seu relançamento internacional pela WEA Records na Europa, e pela Reprise Records nos Estados Unidos.
O álbum é uma seleção de canções que a cantora gravou para a trilha sonora da série de televisão da BBC The Celts, exibida em 1987. Em 1985, quatro anos em sua carreira solo, em grande parte despercebida, Enya conseguiu este seu primeiro grande projeto, quando o produtor Tony McAuley pediu-lhe que contribuísse com uma canção para a trilha sonora. Depois que o diretor da série, David Richardson, gostou de sua demo, Enya aceitou sua oferta para compor a trilha sonora inteira com seus parceiros de gravação de longa data, o produtor e arranjador Nicky Ryan, e sua esposa, a letrista Roma Ryan.
Enya recebeu, de modo geral, críticas mistas dos críticos quando foi lançado em 1987, e obteve um sucesso comercial moderado, alcançando o 8º lugar na Irlanda, e o 69º na parada britânica UK Albums Chart. O álbum continuou a vender, e recebeu certificado de platina da Recording Industry Association of America (RIAA), pela venda de um milhão de cópias. Apesar de seu desempenho comercial, o álbum ajudou Enya a garantir um contrato de gravação com a Warner, após o presidente Rob Dickins se tornar fã de sua música. Após o sucesso comercial dos próximos dois álbuns da Enya, o álbum foi relançado como The Celts, e superou as vendas originais, e alcançou a posição de número 10 na UK Albums Chart, e vendeu mais um milhão de cópias nos Estados Unidos. Em 2009, The Celts foi relançado no Japão com uma faixa bônus.

## Lista de faixas
Todas as músicas compostas por Enya; todas as canções produzidas por Enya e Nicky Ryan; todas as letras escritas por Roma Ryan, e algumas escritas em conjunto com Enya, exceto "St. Patrick", que foi adaptada de um antigo hino, "Deus Meus Adiuva Me", de Mael Ísu Ua Brolcháin.
| Enya – Edição padrão |                                                   |                                     |         |  |
| N.º                  | Título                                            | Compositor(es)                      | Duração |  |
| 1.                   | "The Celts"                                       | Enya Roma Ryan                      | 2:56    |  |
| 2.                   | "Aldebaran" (dedicada à Ridley Scott)             | Enya R. Ryan                        | 3:05    |  |
| 3.                   | "I Want Tomorrow"                                 | Enya R. Ryan                        | 4:00    |  |
| 4.                   | "March of the Celts"                              | Enya R. Ryan                        | 3:15    |  |
| 5.                   | "Deireadh an Tuath"                               | Enya R. Ryan                        | 1:42    |  |
| 6.                   | "The Sun in the Stream"                           | Enya                                | 2:54    |  |
| 7.                   | "To Go Beyond (I)"                                | Enya                                | 1:19    |  |
| 8.                   | "Fairytale"                                       | Enya                                | 3:02    |  |
| 9.                   | "Epona"                                           | Enya                                | 1:35    |  |
| 10.                  | "Triad" ("St. Patrick" / "Cú Chulainn" / "Oisin") | Mael Ísu Ua Brolcháin / Enya / Enya | 4:23    |  |
| 11.                  | "Portrait"                                        | Enya                                | 1:23    |  |
| 12.                  | "Boadicea"                                        | Enya                                | 3:30    |  |
| 13.                  | "Bard Dance"                                      | Enya                                | 1:23    |  |
| 14.                  | "Dan y Dŵr"                                       | Enya R. Ryan                        | 1:41    |  |
| 15.                  | "To Go Beyond (II)"                               | Enya                                | 2:58    |  |
| Duração total:       | Duração total:                                    | Duração total:                      | 39:09   |  |

| The Celts – Relançamento de Enya de 1992 |                              |                |         |  |
| N.º                                      | Título                       | Compositor(es) | Duração |  |
| 11.                                      | "Portrait (Out of the Blue)" | Enya           | 3:11    |  |
| 12.                                      | "Boadicea"                   | Enya           | 3:30    |  |
| 13.                                      | "Bard Dance"                 | Enya           | 1:23    |  |
| 14.                                      | "Dan y Dŵr"                  | Enya R. Ryan   | 1:41    |  |
| 15.                                      | "To Go Beyond (II)"          | Enya           | 2:59    |  |
| Duração total:                           | Duração total:               | Duração total: | 40:58   |  |

| The Celts – Faixa bônus do relançamento japonês de 2009 |                |                |         |  |
| N.º                                                     | Título         | Compositor(es) | Duração |  |
| 16.                                                     | "Eclipse"      | Enya R. Ryan   | 1:33    |  |
| Duração total:                                          | Duração total: | Duração total: | 42:31   |  |

## Certificações e vendas
| País           | Associação | Certificação | Vendas    |
| -------------- | ---------- | ------------ | --------- |
| Alemanha       | BVMI       | Ouro         | 250,000   |
| Argentina      | CAPIF      | Ouro         | 30,000    |
| Brasil         | ABPD       | Platina      | 250,000   |
| Espanha        | PROMUCAE   | Ouro         | 50,000    |
| Estados Unidos | RIAA       | Platina      | 1,000,000 |
| Nova Zelândia  | RMNZ       | Ouro         | 7,500     |
| Reino Unido    | BPI        | Platina      | 300,000   |

## Charts
Álbum
| Ano  | Chart                      | Posição |
| ---- | -------------------------- | ------- |
| 1990 | Top New Age Albums (US)    | 13      |
| 1992 | Official Albums Chart (UK) | 9       |